# 程绍迥
程绍迥（1901年6月4日—1993年7月29日），男，四川黔江（今重庆市黔江区）人，中国兽医学家、疫苗学家、微生物学家、传染病学家，九三学社中央委员会原常务委员。
1901年6月4日，程绍迥出生在四川黔江县青冈乡,其父程昌祺是当地教育家。清光绪二十八年 (1902年) ，到日本留学。1911年至1921年，在清华学校学习。1921年至1926年，在美国爱荷华州立农工学院 (今爱荷华州立大学) 学习，获畜牧学士和兽医博士学位（DVM, Doctor of Veterinary Medicine）。1927年至1929年，在美国约翰·霍普金斯大学公共卫生学校从事研究, 获科学博士学位。1930年，回到中国。1932年，程绍迥同蔡无忌等在上海创建了上海商品检验局血清制造所并任所长。1935年，程绍迥任中央农业实验所畜牧兽医系主任。1936年, 程绍迥兼任四川省家畜保育所所长和上海血清制造所所长。
1940年, 程绍迥任农林部渔牧司司长。1945年至1949年，程绍迥任中央畜牧研究所所长。1950年至1957年, 程绍迥任中国农业部畜牧兽医局局长和副局长。1957年后, 程绍迥任中国农业科学院副院长。1963年，程绍迥任中国畜牧兽医学会（1966年因文化大革命活动停止）第五届理事会理事长。1978年，中国畜牧兽医学会恢复工作，程绍迥任第六届理事会理事长。
1993年7月29日，程绍迥因病在北京逝世。 